# Église Saint-Pierre d'Épernon
Pour les articles homonymes, voir Église Saint-Pierre.
L'église Saint-Pierre est une église catholique située à Épernon, en France.

## Situation
L'église Saint-Pierre est située au centre de la commune d'Épernon, dans le département français d'Eure-et-Loir. Sa façade ouest s'ouvre sur la rue Saint-Pierre.

## Historique
L'église Saint-Pierre est bâtie à l'emplacement d'une première église romane, antérieure au XIIe siècle,. L'édifice actuel est construit au XVe siècle. C'est à notre époque la seule des cinq églises restant à Épernon, les autres ayant été détruites à la Révolution.
L'édifice est classé au titre des monuments historiques en 1942 afin de pouvoir faire les restaurations nécessaires à la suite du bombardement de juin 1940, date à laquelle, tout le côté droit et la voûte en plâtre furent soufflés, découvrant sous l'autel le caveau du 3e duc d'Épernon Goth de Rouillac et sa femme, de l'un de ses fils (4e duc) et de l'une de leurs deux petites filles (Anne-Marie Louise de Goth).
Cette salle souterraine de 3 m par 3 m fut très certainement construite entre 1661 et 1680 et fut utilisée comme caveau familial jusqu'en 1690 à la mort du dernier duc, Gaston Jean-Baptiste de Goth qui disparait sans descendance.
En 1760, le caveau sera utilisé comme ossuaire pour accueillir les restes osseux de plus de 1 068 personnes qui reposaient préalablement dans une des salles du clocher de l'église.
À la révolution, le caveau est ouvert afin de récupérer un ou plusieurs cercueils de plomb. Durant le XIXe siècle le caveau ne sera ouvert que deux fois (1854 et 1885). En 1854 un procès-verbal est dressé et mentionne la présence de l'ossuaire ainsi que d'un corps momifié en bon état de conservation et attribué à Anne-Marie Louise de Goth, fille du 4e duc.
Après juin 1940, l'abbé Georges Brierre extrait la majeure partie des ossements du caveau afin de les mettre en valeur. Les vestiges d'un corps momifié sont placés dans un cercueil de bois fabriqué pour l'occasion.
En 2009, une étude du caveau est réalisée par une équipe d'archéologues et d'anthropologues professionnels sous la direction de Philippe Blanchard (Institut national de recherches archéologiques préventives (INRAP) Tours).
Ce travail a permis d'évaluer le nombre minimum de personnes constituant l'ossuaire et a permis également de mettre au jour des crânes sciés relatifs à l'embaumement des membres de la famille ducale.
L'étude du corps momifié a permis de révéler qu'il s'agissait bien d'un individu de sexe féminin mais qu'il s'agissait d'une personne âgée de plus de 40 ans. En conséquence, le corps momifié actuellement visible dans le cercueil ne peut correspondre à la dépouille d'Anne-Marie Louis de Goth. Il s'agit plus certainement d'Anne Vialard, épouse du 3e duc décédée en 1680.
Un second corps momifié (très dégradé) a été identifié. Il était caché dans l'ossuaire. Il s'agit là encore d'un individu féminin âgé de plus de 40 ans, mais son attribution demeure un mystère.

L'église Saint-Pierre
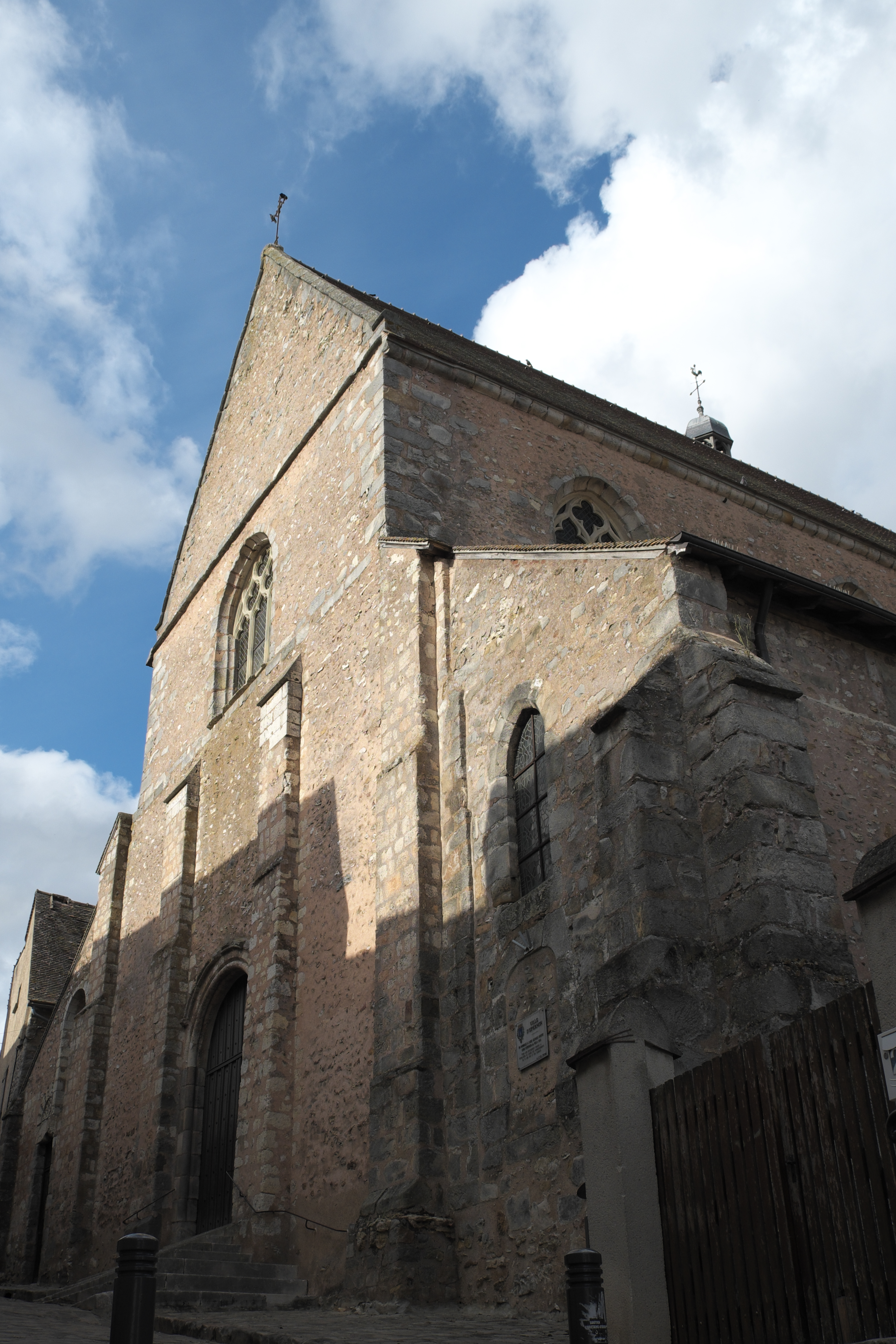
Façade ouest.
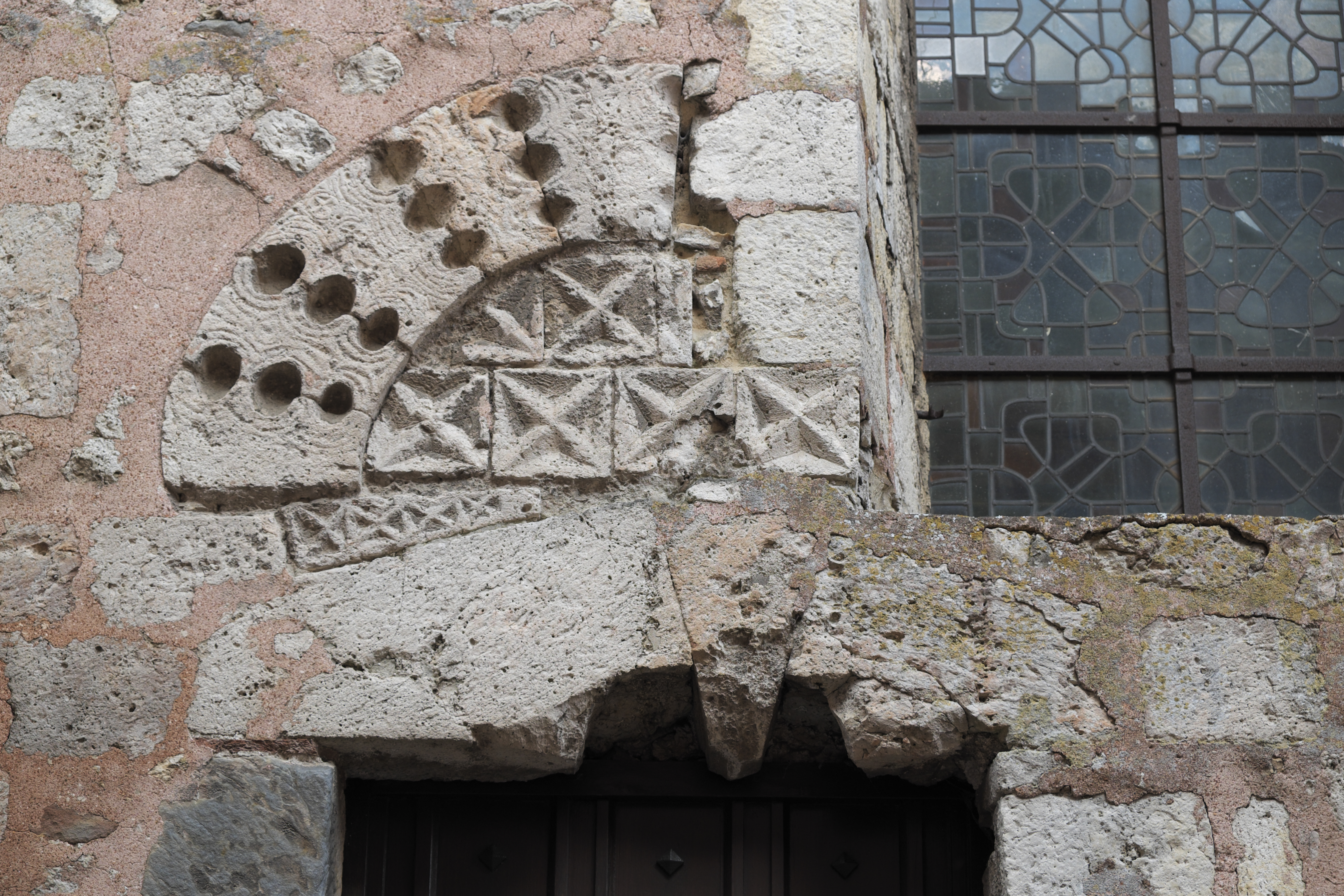
Portail de la façade ouest avec réemploi de fragments romans.
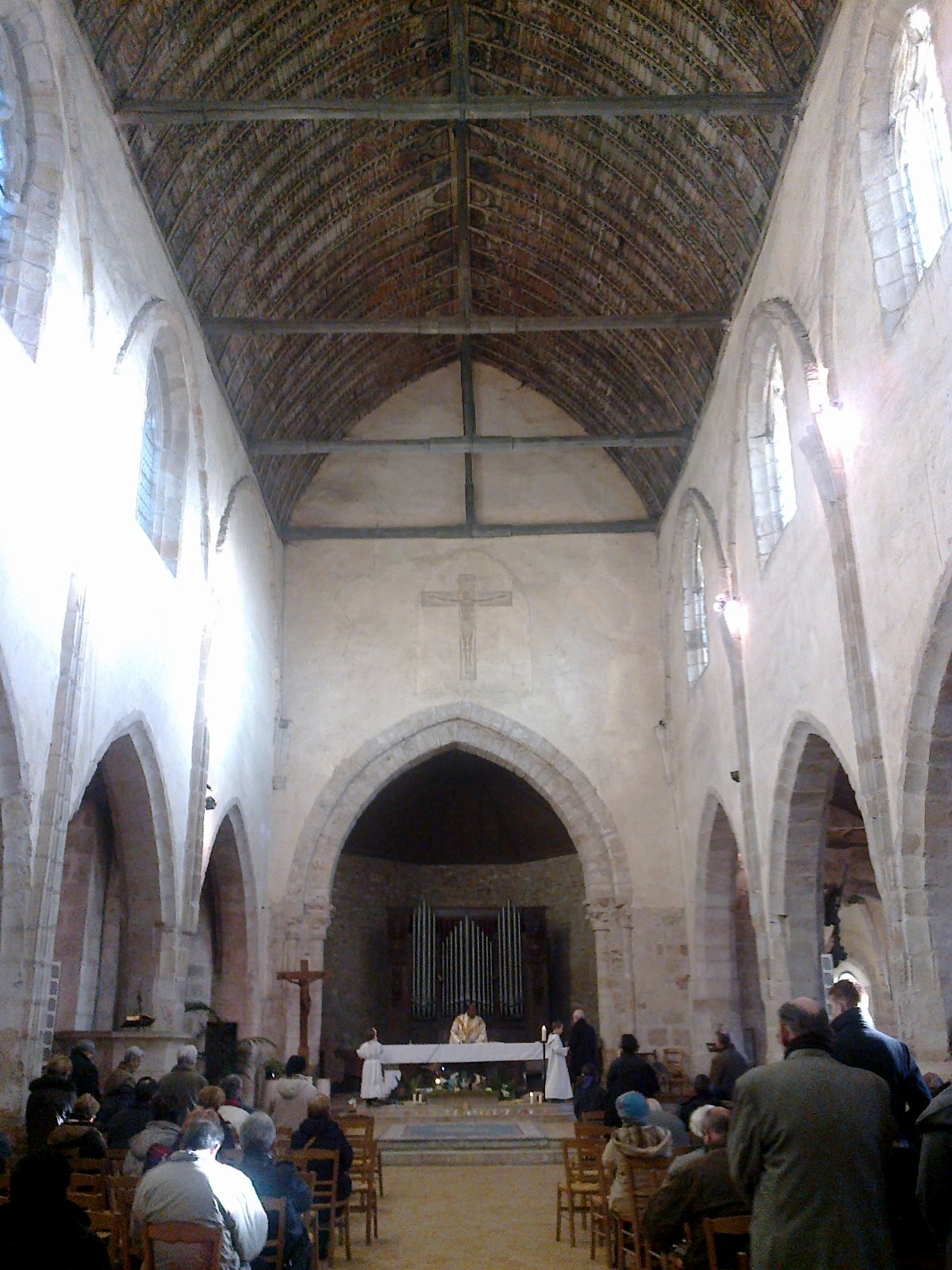
La nef.
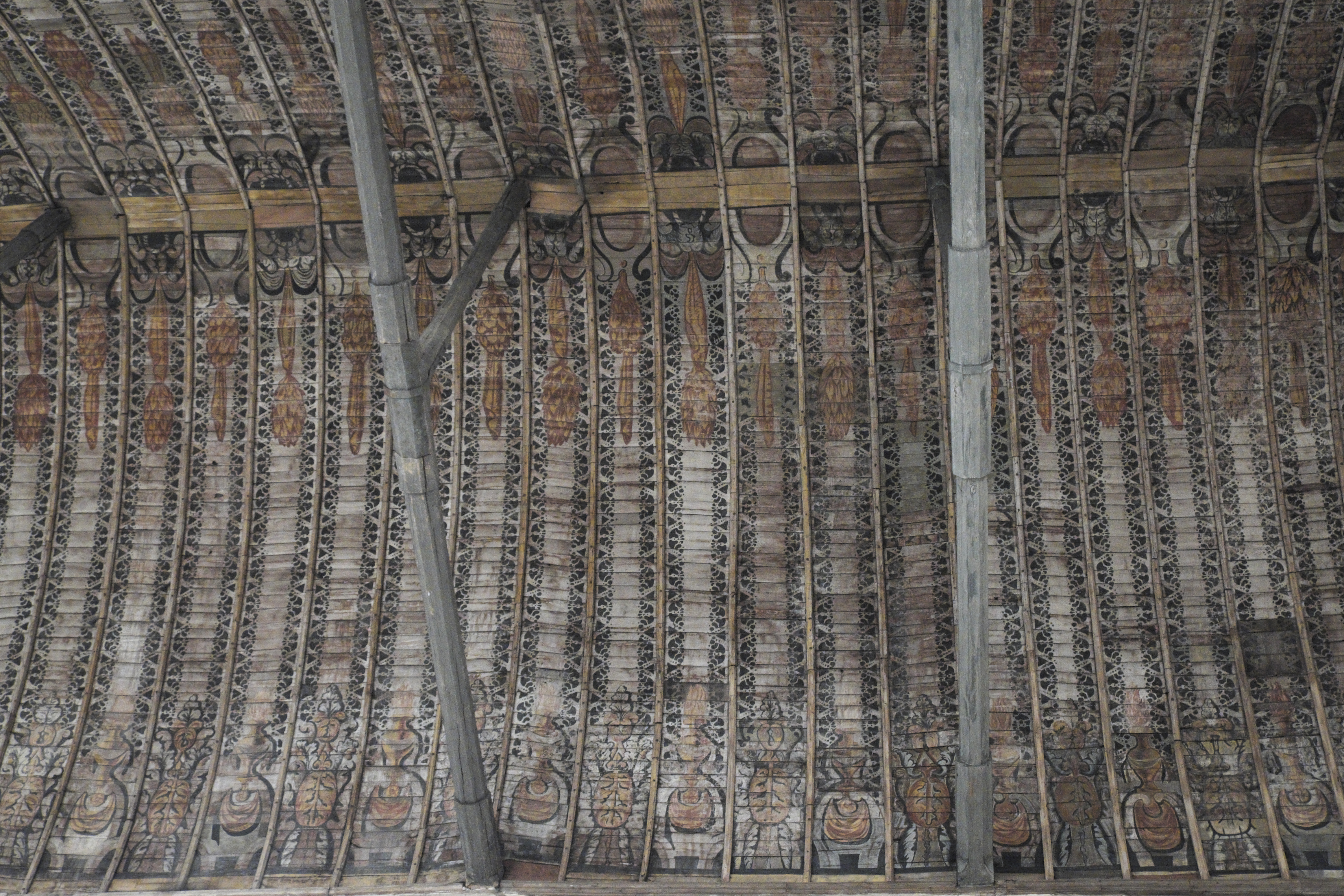
Voûte en bois peint du XVIe siècle.
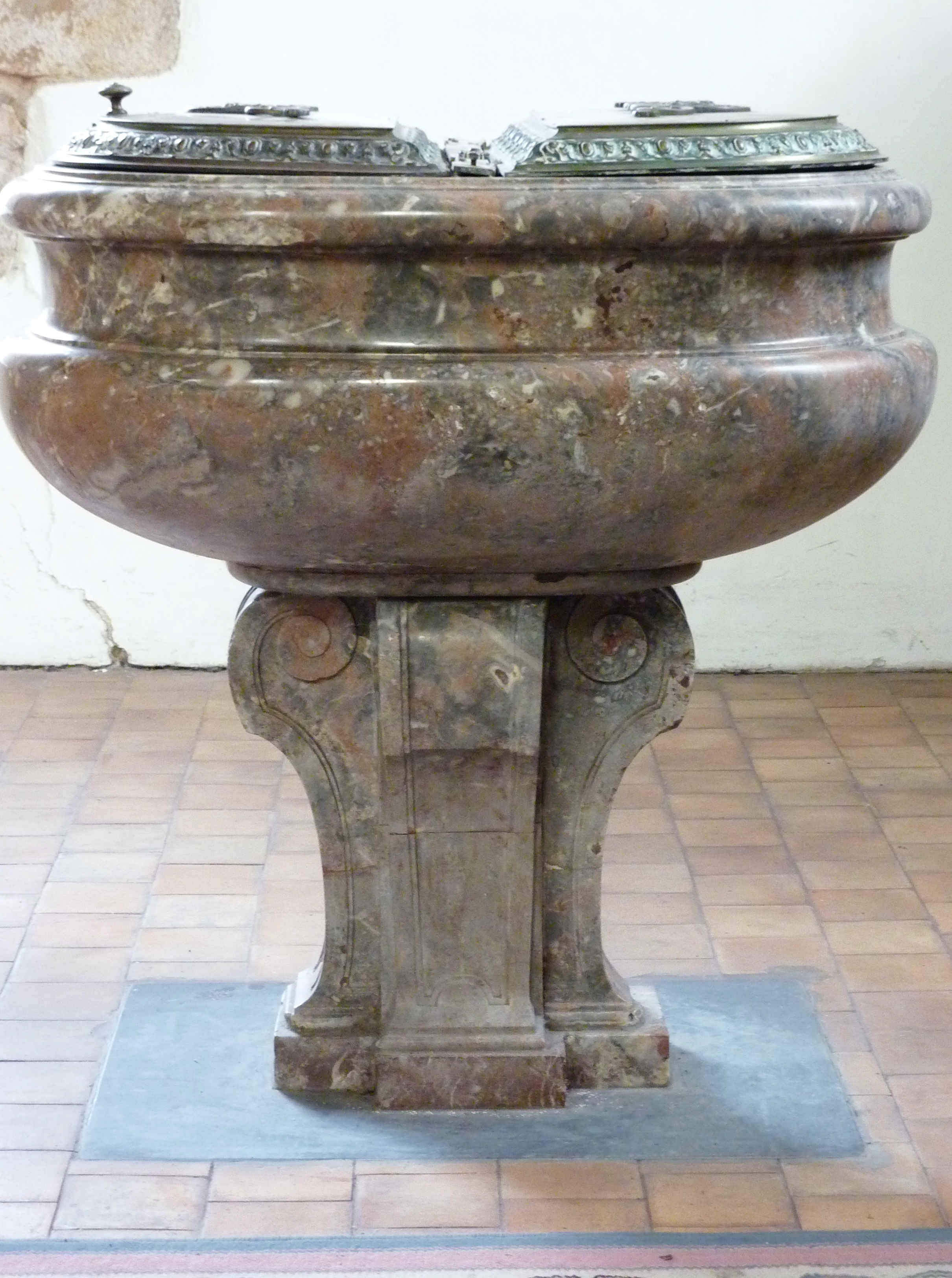
Fonts baptismaux.

## Paroisse et doyenné
L'église Saint-Pierre d'Épernon fait partie de la paroisse La Sainte Famille en Voise-Drouette, rattachée au doyenné de la Vallée de l'Eure du diocèse de Chartres.